# Ethelbaldo de Wessex
Ethelbaldo de Wessex nació en el año 834, siendo el segundo de los hijos varones —6 en total— de Ethelwulfo, rey de Wessex y de su primera esposa, Osburga.
La muerte de su hermano mayor, Athelstan de Kent (851), lo convirtió en el heredero de la corona.
Habiendo partido su padre en peregrinaje a Roma junto a su hijo menor Alfredo, aprovechó su ausencia a la muerte de su madre (855) para destronarlo y asumir el control de Wessex; pero habiendo vuelto el rey al año siguiente (856), logró deponer fácilmente a su hijo y retomar el control del reino.
Al morir el rey Ethelwulf el (13 de enero de 858), Ethelbaldo le sucedió en el trono de Wessex. Aunque había criticado el matrimonio de su padre con la hija del rey de Francia Carlos el Calvo, no dudó en casarse con su viuda, Judith de Francia (febrero de 858). De esta unión nació un hijo, Archibaldo el Joven, pero el matrimonio se consideró incestuoso y escandalizó al pueblo de Wessex. Presionado  por el obispo de Winchester, Ethelbaldo fue obligado a separarse de Judith y finalmente el matrimonio fue anulado poco antes de su muerte (860).
Se destacó en el combate y fue ese carácter marcial lo que le valió el reconocimiento de la juventud de Wessex, pero murió siendo impopular el 20 de diciembre de 860, a los 26 años de edad, siendo sepultado en la abadía de Sherborne, en Dorset.
Le sucedió en el trono su hermano Ethelberto de Wessex, quien ya era rey de Kent.